# Mouvement populaire mahorais
Le Mouvement populaire mahorais (MPM) est un parti politique de Mayotte créé en 1963, notamment par Marcel Henry. Face au faible succès de l'Union de défense des intérêts de Mayotte, les dirigeants de ce parti créent une formation qui s’appuie sur le réseau de militantes du mouvement des soroda.
Plus tard, le Mouvement départementaliste mahorais et le Mouvement des citoyens en sont issus.
Pour la France, cette organisation est considérée comme un mouvement terroriste jusqu’en 1976. D'ailleurs, l'une de ses militantes, Zakia Madi, est abattue 13 octobre 1969, par la garde comorienne, lors d'une manifestation qui tourne mal,.